# Trichia (slijmzwam)
Trichia of Draadwatje is een geslacht van slijmzwammen uit de familie Trichiidae. Het geslacht omvat veertien soorten. Met name de groep soorten met ongesteelde en min of meer gele vruchtlichamen (Trichia persimilis, Trichia scabra, Trichia varia, Trichia lutescens, Trichia favoginea) kan alleen betrouwbaar worden bepaald op basis van hun microscopische kenmerken, aangezien de vruchtlichamen van olijfgroen via geel tot goudbruin elke kleurtint kunnen aannemen.

## Taxonomie
De wetenschappelijke naam van het geslacht werd in 1768 gepubliceerd door Albrecht von Haller, toen hij Trichia gregaria sessilis piriformis flava als een typesoort noemde. Deze naam, die volgens de nomenclatuurregels niet geldig is, wordt nu opgevat als Trichia ovata Persoon, wat op zijn beurt nu synoniem is met Trichia varia. 

## Kenmerken
De gesteelde tot ongesteelde vruchtlichamen zijn sporangiaal tot bijna plasmodiocarp. Het enkel- of dubbellaagse peridium is ofwel vliezig ofwel kraakbeenachtig. De hoofdhuid is flexibel en bestaat uit individuele, niet-gegroeide draden (elateren) die niet of slechts zwak vertakt zijn en uit twee tot vijf, zelden meer, spiraalvormig gedraaide longitudinale ligamenten lijken te bestaan. Ze zijn glad tot stekelig aan het oppervlak en af en toe gemarkeerd met verticale strepen. De sporen zijn oker tot geelbruin, steenrood of - als sporenmassa - olijfkleurig. Met doorvallend licht worden deze kleuren bleker.

## Verspreiding
Trichia komt wereldwijd voor, de soort koloniseert voornamelijk dood hout. Trichia varia en Trichia favoginea zijn waarschijnlijk de meest voorkomende soorten.

## Soorten
De volgende soorten hebben een Nederlandse naam:
| Soortnaam             | NL-naam                   | Voorkomen (NL) | Elateren                                                                                        | Sporen                                                                                        |
| --------------------- | ------------------------- | -------------- | ----------------------------------------------------------------------------------------------- | --------------------------------------------------------------------------------------------- |
| Trichia affinis       | Bolvormig draadwatje      | zeldzaam       | glad of met stekels en voorzien van een korte punt                                              | grof (gebroken) netwerk.                                                                      |
| Trichia ambigua       | Variabel draadwatje       | zeldzaam       | hebben 4-5 spiralen en een punt met een lengte van maximaal 30 micron                           | bedekt met kleine wratjes                                                                     |
| Trichia botrytis      | Zwart draadwatje          | vrij zeldzaam  | lopen geleidelijk taps toe tot lange slanke punten die glad zijn aan de uiteinden               | onbekend                                                                                      |
| Trichia crateriformis | Dekselvormig draadwatje   | vrij zeldzaam  | 4 of 5 prominente spiralen met weinig of geen stekels. De uiteinden lopen lang taps toe.        | 11 tot 12,5 in diameter                                                                       |
| Trichia contorta      | Dikwandig draadwatje      | vrij zeldzaam  | drie of meer spiralen welke aan alle kanten ongeveer even ver uitsteken                         | met wratjes of stekeltjes                                                                     |
| Trichia decipiens     | Peervormig draadwatje     | algemeen       | glad en vaak gedraaid met zeer lange punten                                                     | zoom + bedekt met een onderbroken netwerkje                                                   |
| Trichia erecta        | Langstelig draadwatje     | zeer zeldzaam  | korte taps toelopende uiteinden                                                                 | minutieus verwrongen                                                                          |
| Trichia favoginea     | Cilindervormig draadwatje | zeldzaam       | glad of met kleine stekeltjes bezet en eindigen met korte punt                                  | kleine mazen en een brede zoom en zijn geornamenteerd met een grof netwerk                    |
| Trichia flavicoma     | Veelvlekkig draadwatje    | zeer zeldzaam  | geen stekels                                                                                    | fijnstekelig                                                                                  |
| Trichia mirabilis     | Dundradig draadwatje      | verdwenen      | eindigt in een korte punt                                                                       | halfrond, dicht bezet met stekels, met een hyaliene sporenwand                                |
| Trichia munda         | Minidraadwatje            | zeer zeldzaam  | taps toelopend naar de uiteinden                                                                | sporenornamentatie is wrattig.                                                                |
| Trichia persimilis    | Goudgeel draadwatje       | vrij zeldzaam  | hier en daar een stekel en hebben een korte (5–15 µm) punt                                      | met een onderbroken netwerk, dat vaak slechts fragmentarisch is en uit kleinere mazen bestaat |
| Trichia scabra        | Gezellig draadwatje       | vrij zeldzaam  | onelastisch, fijne stekels, talrijke vrije uiteinden waarop de vezels kort (3-13 µm) spits zijn | geornamenteerd met een vaak onderbroken netwerk                                               |
| Trichia sordida       | Montaan draadwatje        | zeer zeldzaam  | puntige vrije uiteinden                                                                         | dicht bezet met stekeltjes                                                                    |
| Trichia subfusca      | Donker draadwatje         | zeer zeldzaam  | soms met een stekel en een kegelvormige punt                                                    | wijdmazig net met hoge wanden en zijn bedekt met wratjes.                                     |
| Trichia varia         | Fopdraadwatje             | algemeen       | spiralen die veelvuldig aan een zijde uitsteken                                                 | fijnstekelig                                                                                  |
| Trichia verrucosa     | Veelkoppig draadwatje     | zeer zeldzaam  | korte, conische uiteind                                                                         | met banden die een halfrond splitsen in zeven gebieden                                        |

Volgens Index Fungorum telt het geslacht 37 soorten (peildatum augustus 2023):
| Soortnaam              | Auteur(s)                        | Publicatiejaar |
| ---------------------- | -------------------------------- | -------------- |
| Trichia affinis        | de Bary                          | 1875           |
| Trichia alpina         | (R.E. Fr.) Meyl.                 | 1921           |
| Trichia antarctica     | Aramb. & Spinedi                 | 1989           |
| Trichia botrytis       | (Pers. ex J.F. Gmel.) Pers.      | 1794           |
| Trichia brevicapillata | Sizova, Titova & Darakov         | 1983           |
| Trichia brunnea        | J.J. Cox                         | 1981           |
| Trichia chrysosperma   | (Bull.) DC.                      | 1805           |
| Trichia conglobata     | M.L. Farr                        | 1974           |
| Trichia contorta       | G.H. Otth                        | 1869           |
| Trichia crateriformis  | G.W. Martin                      | 1963           |
| Trichia crenulata      | (Meyl.) Meyl.                    | 1929           |
| Trichia decipiens      | (Pers.) T. Macbr.                | 1899           |
| Trichia elaterensis    | (Mulleavy) Lado                  | 1997           |
| Trichia erecta         | Rex                              | 1890           |
| Trichia favoginea      | (Batsch) Pers.                   | 1794           |
| Trichia fernbankensis  | Frederick, R. Simons & I.L. Roth | 1984           |
| Trichia fimicola       | (Marchal) Ing                    | 1967           |
| Trichia flavicoma      | (Lister) Ing                     | 1967           |
| Trichia heteroelaterum | H.Z. Li & Yu Li                  | 1989           |
| Trichia huizhongii     | Chao H. Chung & S.S. Tzean       | 2000           |
| Trichia lutescens      | (Lister) Lister                  | 1897           |
| Trichia macbridei      | M. Peck                          | 1932           |
| Trichia macrospora     | B. Zhang & Yu Li                 | 2016           |
| Trichia meylanii       | Ing                              | 2020           |
| Trichia microspora     | Yu Li & Q. Wang                  | 1989           |
| Trichia mirabilis      | Nann.-Bremek.                    | 1966           |
| Trichia munda          | (Lister) Meyl.                   | 1929           |
| Trichia nivicola       | Kuhnt                            | 2019           |
| Trichia ovata          | Pers.                            | 1796           |
| Trichia persimilis     | P. Karst.                        | 1868           |
| Trichia scabra         | Rostaf.                          | 1875           |
| Trichia sordida        | Johannesen                       | 1984           |
| Trichia subfusca       | Rex                              | 1890           |
| Trichia subretispora   | T.N. Lakh. & Mukerji             | 1980           |
| Trichia synspora       | Kowalski & McNichols             | 1974           |
| Trichia varia          | (Pers. ex J.F. Gmel.) Pers.      | 1794           |
| Trichia verrucosa      | Berk.                            | 1859           |